# 심군량
심군량(沈君諒, ? ~ ?)은 중국 당나라 전기의 관료로, 당 예종 연간(제1기)에 잠시 재상을 지냈다.

## 생애
심군량이 재상으로 있었던 짧은 기간 동안의 활동 이전과 이후의 경력에 대해서는 거의 알려져 있지 않다. 재상으로서는 이례적으로, 그는 《구당서》나 《신당서》 중 어떤 한 정사에도 열전(列傳)이 존재하지 않았다. 다만, 알려진 것은 그가 호주 무강현(湖州 武康縣. 현 저장성 후저우 시 더칭 현 서쪽 무강진(武康鎭)) 출신이라는 것이었다.
684년, 그해 9월에 있었던 관제 개정 때까지는 중서성(中書省)이었던, 난대(鸞臺) 소속의 사관인 기거사인(起居舍人)으로 있었다. 그 해 10월, 당 예종의 강력한 모후(母后)인 섭정 무측천은 그를 국사 편찬을 담당하는 사관인 저작랑(著作郞) 최찰과 함께 난대 소속의 선임 고문관인 정간대부(正諫大夫. 이전 명칭은 간의대부(諫議大夫))로 승진시키고, 그들을 실질적인 재상의 자격을 지닌 동봉각난대평장사(同鳳閣鸞臺平章事)로 삼았다.
685년 3월, 그와 최찰은 그들의 관직인 정간대부 겸 동봉각난대평장사의 직책에서 파직되었다. 이후 정사에서는 심군량에 관한 더 이상의 기록이 없었으며, 그의 죽음에 관한 어떠한 역사적인 기록도 드러나 있지 않다.

### 내용주
1. ↑   해당 부분에 관해서는 《구당서》의 목차 내용과 《신당서》의 목차 내용을 참조하시오.

### 참조주
1. 1 2 3  《자치통감》, 제203권

## 참고 자료
- 《자치통감》, 제203권